# Saint-Gal
Saint-Gal är en kommun i departementet Lozère i regionen Occitanien i södra Frankrike. Kommunen ligger i kantonen Saint-Amans som tillhör arrondissementet Mende. År 2022 hade Saint-Gal 89 invånare.

## Befolkningsutveckling
Antalet invånare i kommunen Saint-Gal
| Referens: INSEE |